# 1688
| 1688               |
| ------------------ |
| Dødsfald - Fødsler |
| • Begivenheder     |

| Gregoriansk kalender | 1688 MDCLXXXVIII        |
| Ab urbe condita      | 2441                    |
| Armensk kalender     | 1137 ԹՎ ՌՃԼԷ            |
| Kinesiske kalender   | 4384 – 4385 丁卯 – 戊辰 |
| Etiopisk kalender    | 1680 – 1681             |
| Jødisk kalender      | 5448 – 5449             |
| Hindukalendere       |                         |
| - Vikram Samvat      | 1743 – 1744             |
| - Shaka Samvat       | 1610 – 1611             |
| - Kali Yuga          | 4789 – 4790             |
| Iransk kalender      | 1066 – 1067             |
| Islamisk kalender    | 1099 – 1100             |

Konge i Danmark: Christian 5. 1670-1699
Se også 1688 (tal)

## Begivenheder
- 24. september - Ludvig 14. af Frankrig erklærer det tysk-romerske rige krig, den såkaldte Pfalziske Arvefølgekrig
- 29. september - Norske lov træder i kraft
- 5. november – Vilhelm 3. af Oranien invaderer England ("den Glorværdige Revolution")
- 26. november – Ludvig 14. af Frankrig erklærer krig mod Nederlandene

## Født
- 22. maj – Alexander Pope, engelsk digter.

## Dødsfald
- 29. april – Frederik Wilhelm af Brandenburg ("den store Kurfyrste").
- 26. november – Philippe Quinault, fransk dramatiker og librettist.